# آنا لیند
آنا ماریا لیند (به سوئدی: Ylva Anna Maria Lindh) ‏ (زاده ۱۹ ژوئن ۱۹۵۷ - درگذشته ۱۱ سپتامبر ۲۰۰۳)، یک سیاستمدار سوسیال دموکرات و رئیس لیگ جوانان سوسیال دموکرات از ۱۹۸۴ تا ۱۹۹۰ و عضو پارلمان سوئد از ۱۹۸۲ تا ۱۹۸۵ و از ۱۹۹۸ تا ۲۰۰۳ بود. با پیوستن به دولت به عنوان وزیر محیط زیست در سال ۱۹۹۴، او در دولت یوران پرشون در سمت وزیر امور خارجه سوئد در سال‌های ۱۹۹۸ تا ۲۰۰۳ (پایان عمر) ارتقا یافت و به عنوان جانشین او در ریاست حزب و نخست‌وزیری در نظر گرفته‌شده بود (در سوئد تا کنون خانم‌ها هیچ‌یک از این سمت‌ها را نداشته‌اند). در رابطه با اتحادیهٔ اروپا در سال ۲۰۰۱ لیند به عنوان رئیس شورای اتحادیه اروپا، مسوول ارائهٔ موضع رسمی سیاست خارجی اتحادیهٔ اروپا بوده است.
انا لیند در روز ۱۱ سپتامبر سال ۲۰۰۳ در حالی که در فروشگاه اِنکو در مرکز شهر استکهلم پایتخت سوئد به همراه یکی از دوستان نزدیکش در حال خرید بود توسط فردی به نام میایلو میایلویچ با ضربات کارد به شدت مجروح شد و پس از چند ساعت در بیمارستان درگذشت. انا لیند دارای همسر و دو فرزند پسر بود.